# Pavetta leonensis
Pavetta leonensis är en måreväxtart som beskrevs av Ronald William John Keay. Pavetta leonensis ingår i släktet Pavetta och familjen måreväxter.
Artens utbredningsområde är Sierra Leone. Inga underarter finns listade i Catalogue of Life.